# Пяски (гміна, Свідницький повіт)
Гміна Пя́ски (пол. Gmina Piaski) — місько-сільська гміна у східній Польщі. Належить до Свідницького повіту Люблінського воєводства.
Станом на 31 грудня 2011 у гміні проживало 10731 особа.

## Площа
Згідно з даними за 2007 рік площа гміни становила 169.73 км², у тому числі:
- орні землі: 84.00 %
- ліси: 11.00 %

Таким чином, площа гміни становить 36.19 % площі повіту.

## Населення
Станом на 31 грудня 2011:
| Опис     | Загалом | Загалом | Чоловіки | Чоловіки | Жінки | Жінки |
| -------- | ------- | ------- | -------- | -------- | ----- | ----- |
| одиниця  | осіб    | %       | осіб     | %        | осіб  | %     |
| все      | 10731   | 100     | 5143     | 47.93    | 5588  | 52.07 |
| міське   | 2724    | 100     | 1282     | 47.06    | 1442  | 52.94 |
| сільське | 8007    | 100     | 3861     | 48.22    | 4146  | 51.78 |

## Сусідні гміни
Гміна Пяски межує з такими гмінами: Ґлуськ, Кшчонув, Мелґев, Мілеюв, Рибчевіце, Травники, Файславіце, Яблонна.